# أنديرس هورن
أنديرس هورن (بالنرويجية البوكمول: Anders Horn)‏ هو محرر وصحفي نرويجي، ولد في 12 أبريل 1971.